# دایناسورسانان
دایناسورسانان (نام علمی: Dinosauriformes) از کلاد دایناسورریختان (نام علمی: Dinosauromorpha)، نام یکی از کلادها از شاه‌سوسماران است که مستقیماً گروهی از دایناسورها را در بر می‌گیرد و خود راسته‌ای از دایناسورها است. آن‌ها در تریاس میانه می‌زیستند و نامشان در سال ۱۹۸۴ (میلادی) توسط Michael J. Benton اختراع شد. این نوع حیوانات از خانواده دایناسورها هستن مانند.لا بتوروس هست.